# アルフレート・レーテル

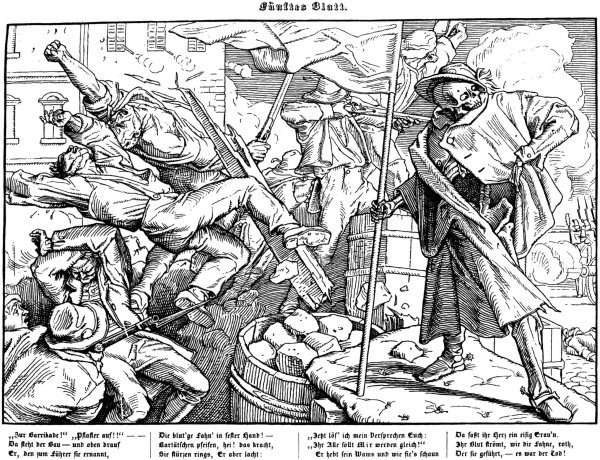
「死の舞踏、再び(Auch ein Totentanz)」(1848)

アルフレート・レーテル（Alfred Rethel、1816年5月15日 - 1859年12月1日）はドイツの画家、版画家である。宗教画や歴史画を描いた。

## 略歴
アーヘンに生まれた。父親はストラスブールからの移民で、アーヘンの工場経営者の娘と結婚し、化学工場を経営した人物である
。弟のオットー・レーテルも後に画家になった。
幼い頃から絵の才能を示し、13歳になった1829年にはデュッセルドルフ美術アカデミーに入学し、ハインリヒ・クリストフ・コルベやフリードリッヒ・ヴィルヘルム・シャドウに学び、1833年にはその作品が称賛を浴びた。デュッセルドルフでは画家のカール・フリードリヒ・レッシングや、ハインリヒ・ミュッケとも知り合った。1836年にフランクフルト・アム・マインに移り、フィリップ・ファイトの指導を受けた。ほどなく、フランクフルトの施設の壁画の仕事を依頼されるようになり、多くの仕事をするようになった。1839年にはアーヘンの市庁舎の壁画を描く画家をきめるコンペに優勝し、その準備に多忙を極めた。
1844年から1845年の間にはイタリアに滞在し、ローマに住むドイツ人画家たちのグループで活動した。
1846年にアーヘンに戻り、翌年、壁画を描き始め、1848年には「死の舞踏、再び(Auch ein Totentanz)」というタイトルの版画集を制作した。レーテルにその意識は無かったとされるが、「死の舞踏、再び」というタイトルは、ヨーロッパ各地で起こった1848年革命に批判的な人々に受け入れられた。1951年に結婚するが、妻はその少し後にチフスに罹患し、隔離されて、回復はしたがその間、レーテルに精神的な負担を強いた。
1852年の春、医師の助言を受けて、デュッセルドルフやアーヘンで過ごすが、精神的な病気の兆候が表れ、夏の終わりに、ルテルは若い妻と一緒にローマに旅行した。病状は悪化し1853年に、ボンにある有名な精神科医フランツ・リシャールの精神病院に入院させたが、治癒することはなく家族の世話を受けてデュッセルドルフで死去した。43歳であった。

## 作品

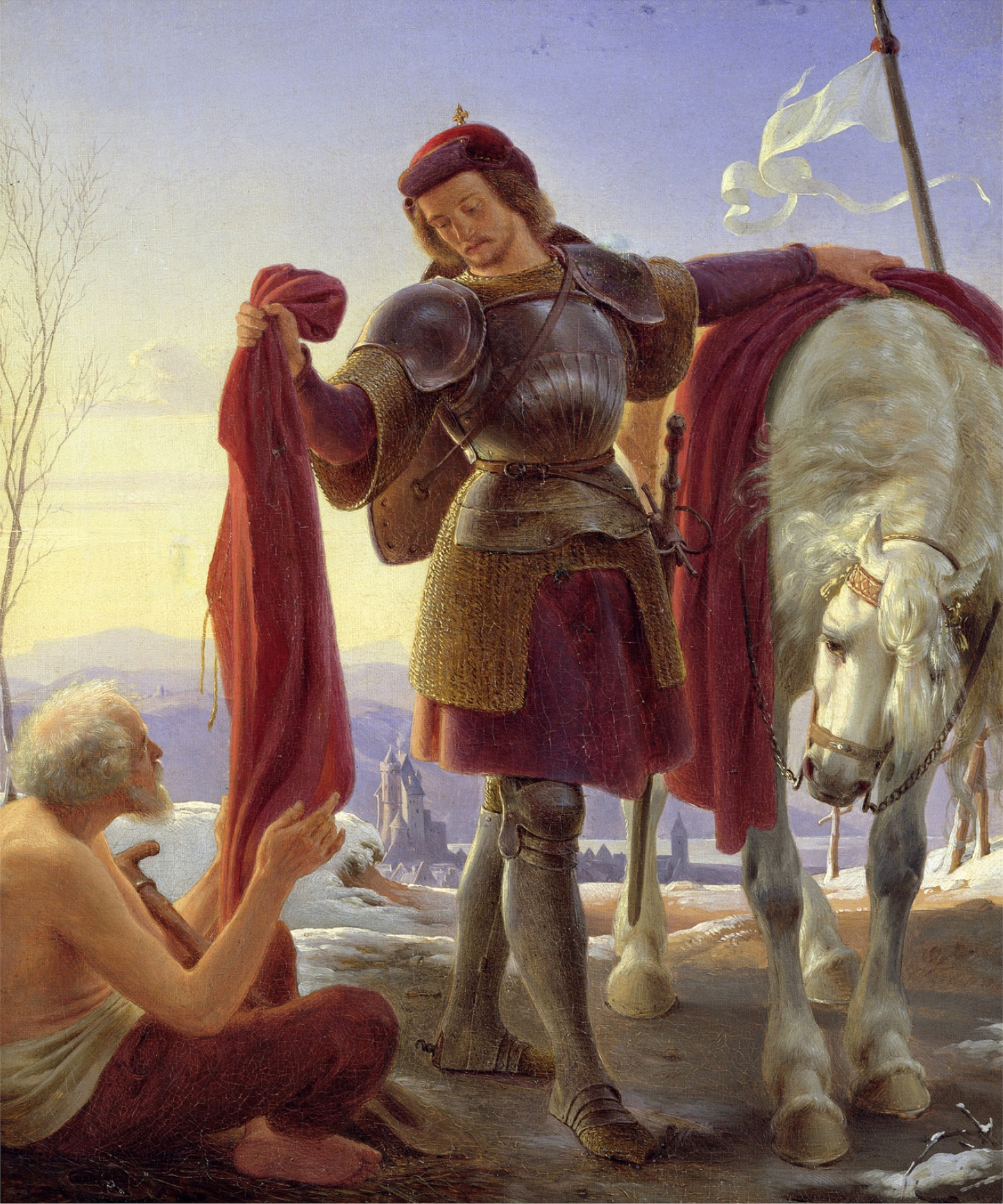
聖マルティヌスと乞食(1836)
ネメシス (1837)
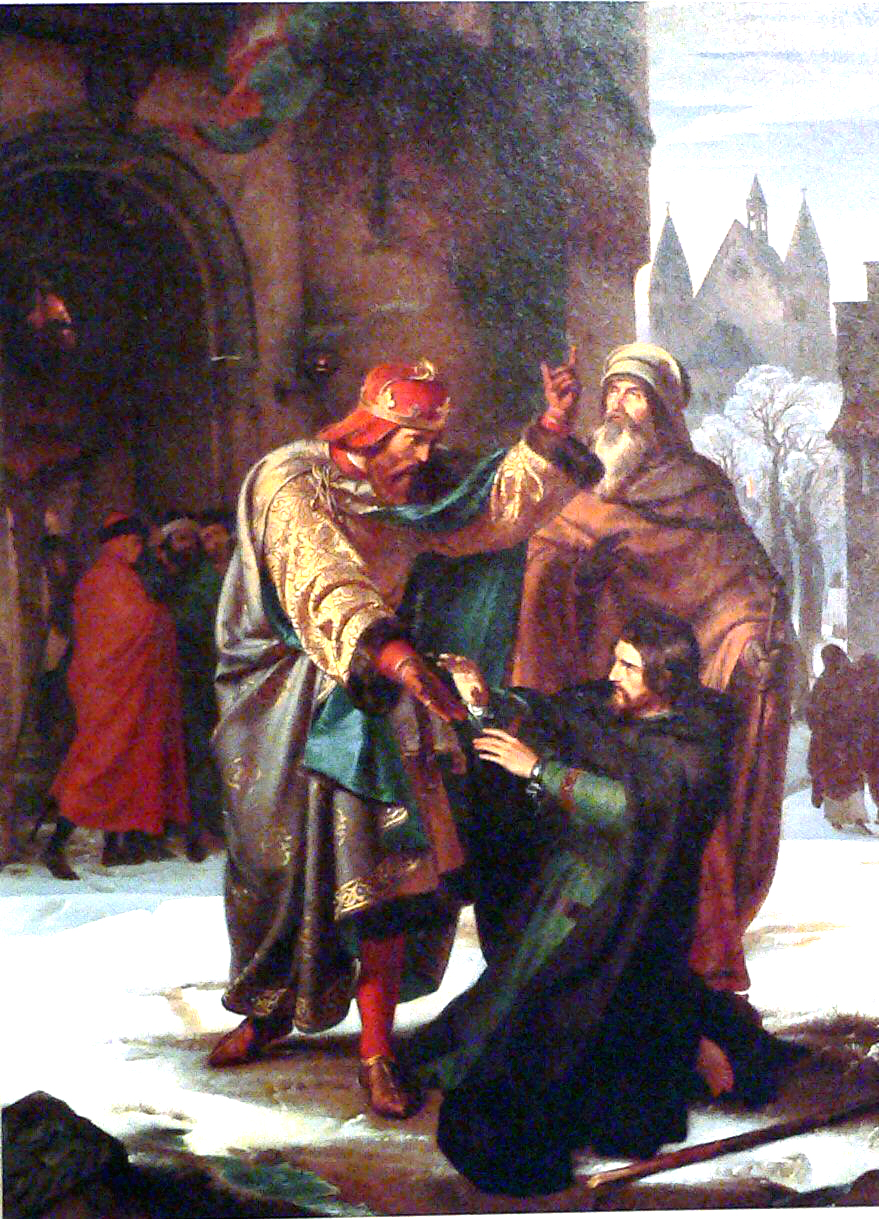
オットー1世 (神聖ローマ皇帝)と弟のハインリヒ(1840)
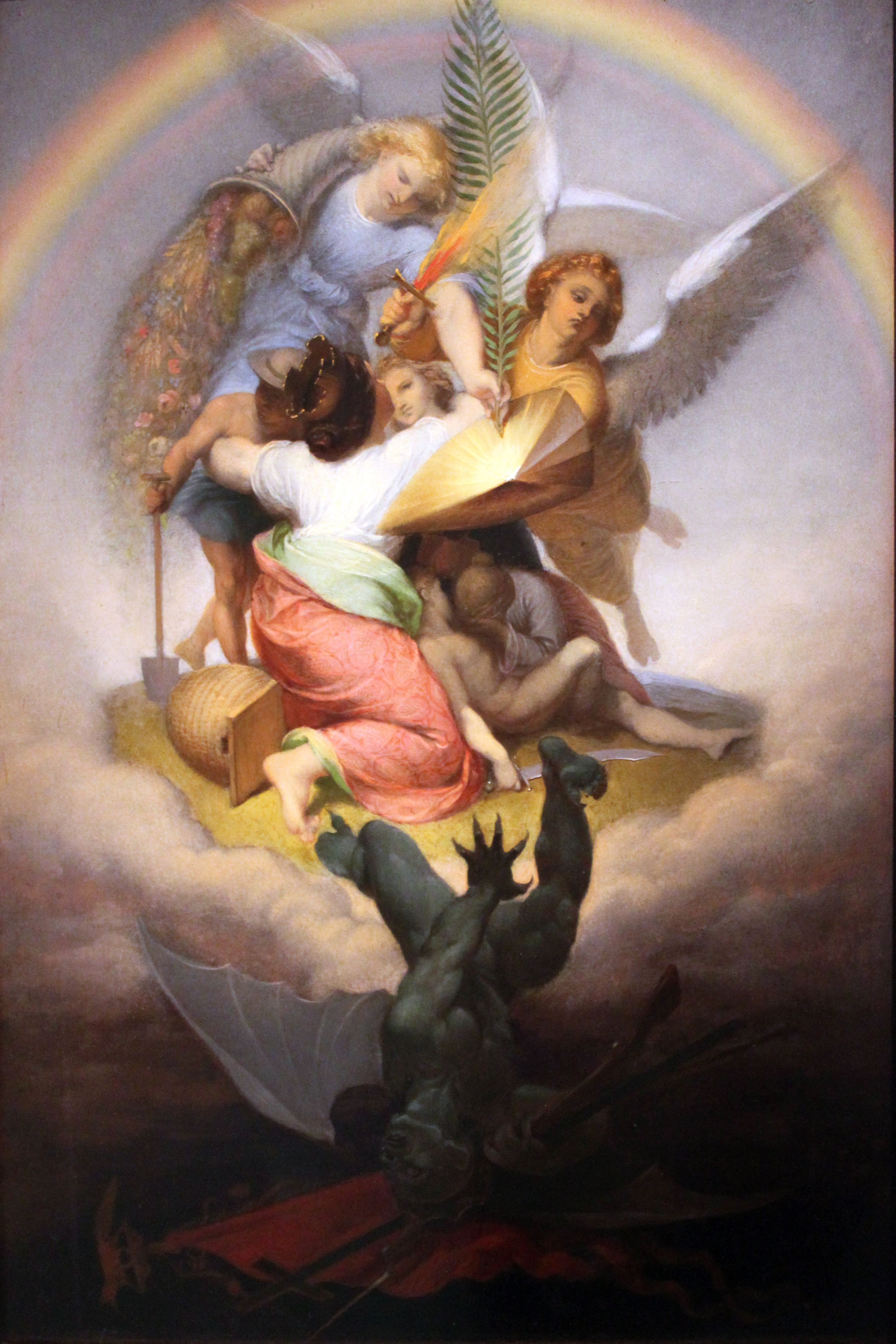
1848年革命の寓意画 (1849)